# Ondřej Exler
Ondřej Exler (* 15. Dezember 1990) ist ein tschechischer Biathlet.
Ondřej Exler gab sein internationales Debüt 2008 in Obertilliach im Rahmen des IBU-Cups und belegte den 112. Rang im Sprint. Im weiteren Saisonverlauf verbesserte er sich bis auf einen 46. Platz im Sprint von Nové Město na Moravě, es ist zugleich sein bislang bestes Resultat in der Rennserie. Erstes Großereignis wurden die Biathlon-Juniorenweltmeisterschaften 2009 in Canmore. Exler lief im Einzel auf den 40. Platz, wurde 48. im Sprint, 56. der Verfolgung und Elfter mit der Staffel. Wenig später nahm er auch an den Juniorenrennen der Biathlon-Europameisterschaften 2009 in Ufa teil, wo er 17. des Einzels, 21. des Sprints und 20. der Verfolgung wurde. Mit der Staffel verpasste er als Viertplatzierter knapp eine Medaille. Im weiteren Verlauf des Jahres startete Exler auch bei den Juniorenrennen auf Skirollern der Sommerbiathlon-Weltmeisterschaften 2009 in Oberhof und kam auf die Ränge 29 im Sprint, 31 in der Verfolgung und fünf mit der Staffel. Sehr gemischt waren die Resultate bei den Biathlon-Juniorenweltmeisterschaften 2010 in Torsby. Im Einzel erreichte er einen sehr guten fünften Platz, im Sprint verpasste der Tscheche aber als 61. um einen Platz das Verfolgungsrennen. Die Biathlon-Europameisterschaften 2010 in Otepää brachten die Resultate 19 im Sprint, 28 im Verfolger und im Einzel sowie 14 mit der Staffel. Das Staffelrennen bestritt er mit Vít Jánov, Tomáš Krupčík und Vlastimil Vávra bei den Männern. Bei den Sommerbiathlon-Weltmeisterschaften 2010 in Duszniki-Zdrój wurde Exler 18. des Sprints, Elfter der Verfolgung und Achter des Staffelrennens.
Auch 2011 nahm Exler an diesen drei internationalen Junioren-Meisterschaften teil. Als erstes startete er bei den Biathlon-Juniorenweltmeisterschaften 2011 in Nové Město, wo er den 37. Platz im Einzel, den 63. Platz im Sprint und Platz acht im Staffelrennen erreichte. Es folgten die Biathlon-Europameisterschaften 2011 in Ridnaun, wo Vavra wieder 36. des Einzels, 39. des Sprints, 38. der Verfolgung und 12. mit der Staffel wurde. Erneut kam er an der Seite von Lukáš Kristejn, Jánov und Krupčík bei den Männern zum Einsatz. Bei den Sommerbiathlon-Weltmeisterschaften 2011 in Nové Město belegte der Tscheche den neunten Rang im Sprint und wurde im Verfolgungsrennen 14.